# Morte de Kevin Gately
Kevin Gately (18 de Setembro de 1953 - 15 de Junho de 1974) foi um estudante de segundo ano de matemática na Universidade de Warwick que morreu como resultado de traumatismos cranianos recebidos nos motins da Red Lion Square em Londres. Foi a primeira pessoa a morrer numa demonstração pública na Grã Bretanha por, pelo menos, 55 anos, desde que o Exército Britânico disparou sobre dois ladrões em Liverpool durante os motins associados a uma greve da polícia em Agosto de 1919.

## Fundo
Gately nasceu em Inglaterra de pais com origem irlandesa. Tinha cabelo ruivo e media aproximadamente 2,05 metros; fotos antigas mostram-no a ficar acima da multidão por causa da sua altura excecional. Tornou-se um estudante de matemática na Universidade de Warwick, e estava no segundo ano em Junho de 1974, 3 meses antes do seu 21º aniversário.
Ele não era membro de nenhum grupo ou partido político, e não tinha experiências em manifestações antes de Red Lion Square, apesar de ter noção da natureza da manifestação contra a Frente Nacional Britânica e gostava de fazer parte. A sua namorada também foi à manifestação.

## Motim em Red Lion Square
O motim em Red Lion Square surgiu de uma contra-manifestação por uma marcha da Frente Nacional Britânica pelo West End de Londres, para uma reunião em Conway Hall, no canto a noroeste da Red Lion Square em Bloomsbury, perto da estação de metro de Holborn, a um sábado, 15 de Junho de 1974.
A Frente Nacional Britânica tinha sido formada em 1967, e a 1974 as suas políticas racistas ganhavam algum apoio eleitoral, com a Frente Nacional a ganhar 10% do voto em algumas áreas de Londres, particularmente com o desemprego era alto. A marcha e a reunião da Frente Nacional a 15 de Junho de 1974 foi, por si só, um protesto contra a proposta governamental trabalhista para dar amnistia a emigrantes ilegais. A Frente Nacional planeou uma marcha de Westminster Hall, fazendo uma petição enquanto passavam por Downing Street, para a sua reunião em Conway Hall. A Frente Nacional tinha vindo a usar Conway Hall para reuniões durante os 4 anos anteriores, mas guardas anti-fascistas começaram a vigiar em Outubro de 1973. A 15 de Junho de 1974, planearam uma reunião chamada "Parem a emigração - comecem com a repatriação".
Os organizadores iniciais da contra-manifestação eram o Conselho da Liberação da área de Londres (formalmente o Movimento para a Liberdade Colonial), com a participação do Partido Comunista da Grã Bretanha (CPGB), o Grupo Internacional Marxista (IMG) e os Socialistas Internacionais (mais tarde Partido de Trabalhadores Socialistas) e outros grupos de esquerda. A Liberação reservou uma pequena sala em Conway Hall para uma reunião separada, para ser precedida de uma marcha por uma rota aceite, com antecedência, pela polícia, começando no Thames Embankment para evitar a rota da marcha da Frente Nacional, mas a polícia concordou que ambas as marchas podiam acabar no mesmo destino: Red Lion Square. Foi planeada uma reunião a céu aberto no lado norte da praça, a oeste da reunião da Frente Nacional em Conway Hall, com um endereço por Syd Bidwell, o MP Trabalhista por Southall. A edição do Morning Star de 15 de Junho de 1974 encoraja o apoio pela contra-manifestação, incluindo mensagens de líderes de sindicatos. Depois do evento, o Presidente Honorário da Liberação, Lord Brockway, disse que se tinha oposto a um potencial confronto e violência de grupos que se juntaram na contra-manifestação.
A marcha da Liberação de cerca de 1,200 pessoas veio do este, movendo-se para ocidente por Theobald's Road e virou à esquerda (sul) na Old North Street para entrar em Red Lion Square cerca de metade do seu caminho pela orla norte, antes de virar à direita (oeste) onde estava montada a plataforma para a reunião. Um cordão policial bloqueava o caminho para a esquerda, este de Old North Street, para permitir à Frente Nacional marchar para chegar a Conway Hall.
As confusões começaram quando a contra-manifestação chegou a Red Lion Square por volta das 15:30 horas. Alguns manifestantes do grupo IMG na parte de trás da marcha tentaram bloquear a rota pelo qual a marcha da Frente Nacional ia usar par chegar a Conway Hall, e desafiou o cordão policial que existia para manter os dois grupos de marchantes separados. Gately estava a marchar no contingente da IMG, que incluía outros estudantes que vinha de Warwick de autocarro. O cordão policial foi reforçado por membros do Grupo de Patrulha Especial e por polícia montada, que eventualmente forçou os manifestantes a recuar e depois esvaziou a praça, com uso liberal de cacetetes policiais.
A marcha da Frente Nacional de cerca de 900 pessoas aproximaram-se do oeste, marchando pela Bloomsbury Way para o lado oeste da Southampton Row, acompanhados por um flautista da Ordem de Orange e uma banda de tambores. A marcha chegou a Southampton Row cerca de 20 minutos depois, por volta das 17:50 horas, onde foram parados pela polícia. Haviam outros problemas próximo, perto de Southampton Row.
Alguns jornais noticiaram "brutalidade policial". Cerca de 40 polícias foram tratados por ferimentos, e muitos outros manifestantes também, com cerca de 50 detenções.

## Morte de Gately
O corpo de Kevin Gately foi encontrado no chão entre a luta, e levado junto de pessoal da St John Ambulance. Os seus amigos de Warwick apenas se aperceberam que ele estava desaparecido quando se encontraram depois da manifestação ter acabado. A estudante que perguntou no Hospital Universitário foi-lhe mostrado o corpo de Kevin e pedido para que o identificasse.
Vários estudantes que estavam com Gately dizem que ele foi ferido depois de várias cargas e recargas envolvendo a polícia montada, polícia a pé e manifestantes. Muitos outros foram feridos, incluindo 39 polícias. Clive Bloom, autor de Violent London: 2,000 Year of Riots (Londres Violenta: 2,000 anos de motins), diz que Kevin Gatey "morreu debaixo de um cavalo da polícia". Um inquérito do tribunal de St Pancras Coroner concluiu, mais tarde, que a sua morte foi causada por uma hemorragia cerebral resultado de uma pancada na cabeça com um instrumento arredondado. A sua altura excecional levou a que vários jornais na altura, alegassem que a sua morte podia ser resultado de uma pancada com um cacetete da polícia montada. Nem um inquérito do investigador nem público feito pelo juiz Scarman conseguiu encontrar provas ou não desta acusação.

## Inquérito público e judicial
Uma examinação depois da morte deu resultados inconclusivos. Foi reportado a 17 de Junho, mas rapidamente tornou-se claro que ele tinha morrido de uma pancada na cabeça. O inquérido do investigador soube que a causa da morte tinha sido hemorragia subdural causada por uma pancada na cabeça,  o júri deu um veredito para morte por acidente a 12 de Julho de 1974 por uma maioria de 10-1. Descobriu-se que ele tinha uma pequena nódoa negra oval atrás da sua orelha esquerda, e tinha desmaiado pouco depois, apenas a 3 metros da ponta do cordão policial. As causas possíveis para o ferimento foi pancada com um utensílio, como um cacetete policial, ou de um projétil, ou de um pontapé depois de cair no chão.
O inquérito foi seguido de uminquérito público liderado pelo juiz Scarman, sob o raramente usado poder da secção 32 da Lei Policial de 1964, para ordenar um inquérito local ao policiamento numa área em particular. Poderes semelhantes foram usados para outro inquérito por Scarman (na altura um membro da Câmara de Lordes) depois do motim de Brixton em 1981. Em contraste, não houve inquérito depois das mortes de Liddle Towers em 1976, ou de Blair Peach ou Jimmy Kelly em 1979.
O inquérito de Scarman demorou 23 dias a receber provas da polícia e dos manifestantes, e outros 4 dias a rever as representações escritas. O líderes do IMG a 15 de Junho - Brian Heron e David Bailey - inicialmente negaram ir contra o primeiro cordão policial, mas mais tarde admitiram tê-lo feito no inquérito de Scarman.
O relatório de Scarman foi publicado a 27 de Fevereiro de 1975. Scarman aceitou que Gately não era um desordeiro, mas foi levado por uma multidão agitada, e declarou: "É possível, apesar de improvável, que durante a confusão tenha levado uma pancada de um cacetete da polícia". Scarman concluiu que Gately foi uma vítima, não da polícia, ou da demonstração criminal, mas da situação em que se encontrava. Ele atribuiu alguma da culpa aos manifestantes, e atribuiu o ferimento a um "acidente menor não notificado - uma queda ou uma pancada aparentemente de menor importância".

## Consequências
Gately foi enterrado em Surbiton a uma sexta-feira 21 de Junho, depois de um funeral na igreja de São Rafael em Surbiton, onde tinha sido batizado. Também a 21 de Junho, 500 estudantes marcharam por Coventry com braçadeiras negras. No dia seguinte, sábado 22 de Junho de 1974, centenas juntaram-se numa marcha silenciosa reconstituindo o caminho da contra-manifestação desde a estação até Red Lion Square. A marcha foi liderada por amigos pessoais de Gately, seguida de estudantes da Universidade de Warwick e depois por estudantes de muitas outras universidades e escolas, e de contingentes de muitos grupos de esquerda que tinham participado da marcha original. Esta marcha também recebeu grande cobertura nos media.
A morte de Gately levou a uma campanha maior dos estudantes de Warwick contra a Frente Nacional. Uma pintura em memória de Kevin Gately, de Maureen Scott, está na Associação de Estudades da Universidade de Warwick, e foi restaurada em 2004. É mostrada juntamente com telegramas da mesma altura de apoio de muitas outras associações de estudantes e uma cópia do Socialist Worker da semana depois da morte de Gately. A pintura simboliza a luta anti-fascista e não contém nem uma representação de Gately nem os eventos de Junho de 1974. Em 2009, foi sugerido que um novo bar de estudantes na Universidade de Warwick tivesse o nome de Gately, mas foi escolhido o nome "The Dirty Duck" em alternativa.
Continuaram as manifestações contra a Frente Nacional ao longo dos anos 70 e 80.Blair Peach foi morta numa manifestação contra a Liga Anti-Nazi que se tornou violenta em Southall em Abril de 1979. Sid Bidwell disse no Parlamento que Peach, juntamente com Gately, seriam "relembrados na história como mártires e como corajosos jovens manifestantes contra o fascismo e racismo".
O Lorde Walker de Gestingthorpe referiu-se à morte de Gately, e o foco para prevenir semelhantes mortes, na Câmara dos Lordes em 2009 sobre a justificação para a política, da polícia metropolitana, de "kettling" os manifestantes em Oxford Circus a 1 de Maio de 2001.

## Outra leitura
- The Strong Arm of the Law: Armed and Public Order Policing, P. A. J. Waddington, Clarendon Press, 1991
- The National Front: Martin Walker (Fontana Paperbacks 1977). ISBN 0-00-634824-6.
- A Bulwark Dimiminished, Evan Smith, Socialist History 35, pp. 59–80 (see pp. 64–66)